# German Open 2016
Il German Open 2016 è stato un torneo di tennis giocato sulla terra rossa. È stata la 110ª edizione dell'evento che fa parte della categoria ATP Tour 500 nell'ambito dell'ATP World Tour 2016. Si è giocato all'Am Rothenbaum di Amburgo, in Germania, dall'11 al 17 luglio 2016.

## Partecipanti

### Teste di serie
| Nazionalità | Giocatore              | Ranking* | Testa di serie |
| ----------- | ---------------------- | -------- | -------------- |
| Germania    | Philipp Kohlschreiber  | 22       | 1              |
| Francia     | Benoît Paire           | 23       | 2              |
| Uruguay     | Pablo Cuevas           | 24       | 3              |
| Germania    | Alexander Zverev       | 28       | 4              |
| Francia     | Jérémy Chardy          | 34       | 5              |
| Spagna      | Nicolás Almagro        | 47       | 6              |
| Slovacchia  | Martin Kližan          | 48       | 7              |
| Spagna      | Guillermo García López | 58       | 8              |

* Ranking al 27 giugno 2016.

### Altri partecipanti
Giocatori che hanno ricevuto una Wild card:
- Florian Mayer
- Marvin Möller
- Louis Wessels

Giocatori passati dalle qualificazioni:

- Steven Diez
- Thiago Monteiro
- Daniil Medvedev
- Jan Šátral

## Campioni

### Singolare
Martin Kližan ha sconfitto in finale  Pablo Cuevas con il punteggio di 6–1, 6–4.
- È il quinto titolo in carriera per Kližan, secondo della stagione.

### Doppio
Henri Kontinen /  John Peers hanno sconfitto in finale  Daniel Nestor /  Aisam-ul-Haq Qureshi con il punteggio di 7–5, 6–3.